# Rezydentura „Busola”
Rezydentura „Busola” – rezydentura polskiego wywiadu w Danii, podlegająca I Departamentowi Ministerstwa Spraw Wewnętrznych.
Rezydentura działała od listopada 1956 pod przykryciem polskiej misji dyplomatycznej (od 15 sierpnia 1957 – Ambasady PRL) w Kopenhadze. Nazwa kodowa rezydentury – „Busola”, a od 1962 – "Derma".
Kierownicy rezydentury:
- Stefan Alaborski (28 listopada 1956 – 10 marca 1960), major;
- Maciej Gołębiowski (1960 – 31 grudnia 1963), porucznik – kapitan;
- Tadeusz Wojtal (20 sierpnia 1964 – 31 października 1968)
- Andrzej Maronde (5 września 1968 – 1 lipca 1973), major, od 1969 – podpułkownik;подполковник;
- Ryszard Szuster (17 lipca 1986 – 1990), podpułkownik[1]